# Krabat – El aprendiz de brujo
Krabat – El Aprendiz de brujo (en checo: Čarodějův učeň) es una película animada (de tipo cutout) checoslovaca de 1978, del género de fantasía oscura dirigida por Karel Zeman, basada en la novela "Krabat" de 1971, obra del alemán Otfried Preußler, y basada a su vez en una leyenda sorbia. El nombre Krabat está derivado de la palabra croata.

## Argumento
Krabat, un chico mendigo a principios del siglo XVIII en Lusacia, es atraído con engaños a un molino en medio del bosque, donde se convertirá en aprendiz de un brujo tuerto. Junto con un número de otros chicos,  trabaja en el molino bajo condiciones de esclavitud mientras que al mismo tiempo va aprendiendo hechizos de magia negra, con los que se convierte en cuervo y otros animales. Cada Navidad, uno de los chicos tiene que afrontar el maestro en un duelo mágico de vida o muerte, donde el chico nunca tiene una posibilidad real, porque el Amo es la única persona que tiene acceso a un grimorio secreto: El Koraktor, o la Fuerza del Infierno.
Durante una celebración de la Pascua, al estar realizando un ritual anual, Krabat se acerca un pequeño pueblo, donde conoce una chica y cae enamorado, pero tiene que mantener el secreto románico para protegerle de la influencia maligna del Amo. Después de presenciar cómo uno de sus amigos es irremediablemente asesinado por el Maestro una Navidad, Krabat empieza a prepararse en secreto para estudiar el libro prohibido. En la última página del libro, Krabat encuentra la frase: "el amor es más fuerte que cualquier hechizo". Esto será puesto a prueba cuando él finalmente tenga que enfrentarse a su Maestro por el bien de amor.

## Reparto de voz
| Rol               | Versión checa   | Versión alemana del oeste | Versión alemana del este |
| ----------------- | --------------- | ------------------------- | ------------------------ |
| Krabat / Narrador | Luděk Munzar    | Christian Brückner        | Joachim Siebenschuh      |
| Maestro / Amo     | Jaroslav Moučka | Friedrich Schütter        | Horst Kempe              |